# 서울 기원사 산신도
서울 기원사 산신도(서울 祈願寺 山神圖)은 서울특별시 노원구 월계동, 기원사에 있는 조선시대의 산신도이다. 2009년 3월 5일 서울특별시의 문화재자료 제45호로 지정되었다.

## 개요
심산유곡을 배경으로 산신과 호랑이, 동자, 공양자를 배치한 산신도로서 현재 기원사 산신각에 봉안되어 있다. 향 우측 하단에 마련된 화기란 중의 "全羅南道 羅漢山 砂坮庵 …乙酉五月 一日"이라는 내용으로 미루어 보아 조성 봉안처는 전라남도 나한산 사태암이고, 조성시기는 1885년으로 추정된다.
향 좌측 상부에는 잎이 무성한 큼직한 소나무가 그려져 있으며, 구름과 붉은 해가 소나무를 감싸고 있는데, 굵은 줄기에 태점을 찍고 옅은 수묵을 사용하여 줄기를 사실적으로 묘사함으로써 해묵은 노송(老松)의 질감을 잘 나타내준다. 소나무 아래로는 붉은 도포 위에 푸른색 두건 모양을 걸친 백발성성한 산신이 왼손에 부채를 들고 편안하게 앉아 앞에 있는 호랑이를 쳐다보고 있으며, 그 옆에는 산신에게 공양을 올리고 있는 쌍개 머리의 동자와 여인이 차 주전자와 찻잔을 들고 있다. 일반적으로 산신이 호랑이 위에 걸터 앉아 있거나, 호랑이가 뒤에서 산신을 에워싸고 있는 도상들과 달리 이 그림에서는 산신과 호랑이가 서로 마주보고 있는 점이 특징이다. 인자하게 생긴 산신과 다르게, 호랑이는 왕방울 같은 큰 눈을 부라리며 날카로운 이빨을 드러내고 있는 등 사실적인 수법을 보여준다. 또한 명도 높은 청색의 사용과 손발의 표현에 사용한 음영법 등 19세기 후반 이후 불화의 특징을 잘 나타내고 있다. 산신도의 화기는 다음과 같다.
 <畵 記> 
全羅南道 羅漢山 乙酉年五月一日 砂坮庵

緣化秩

證明 振洪 誦呪 守山謹惠 持殿○○ 金魚 雨谷 鍾頭○○

住持 湜惺 錙○ 院主 道○
 
施主秩
 
乾命東○ 坤命○○ 坤命

이 산신도는 조성시기와 화원이 명확하며, 일반적인 도상과 달리 산신과 호랑이가 서로 마주보고 있는 도상이라는 점, 그리고 19세기 후반 이후 불화의 특징을 잘 보여주고 있는 작품이다.

## 참고 자료
- 기원사산신도 - 국가유산청 국가유산포털